# Consolidated B2Y

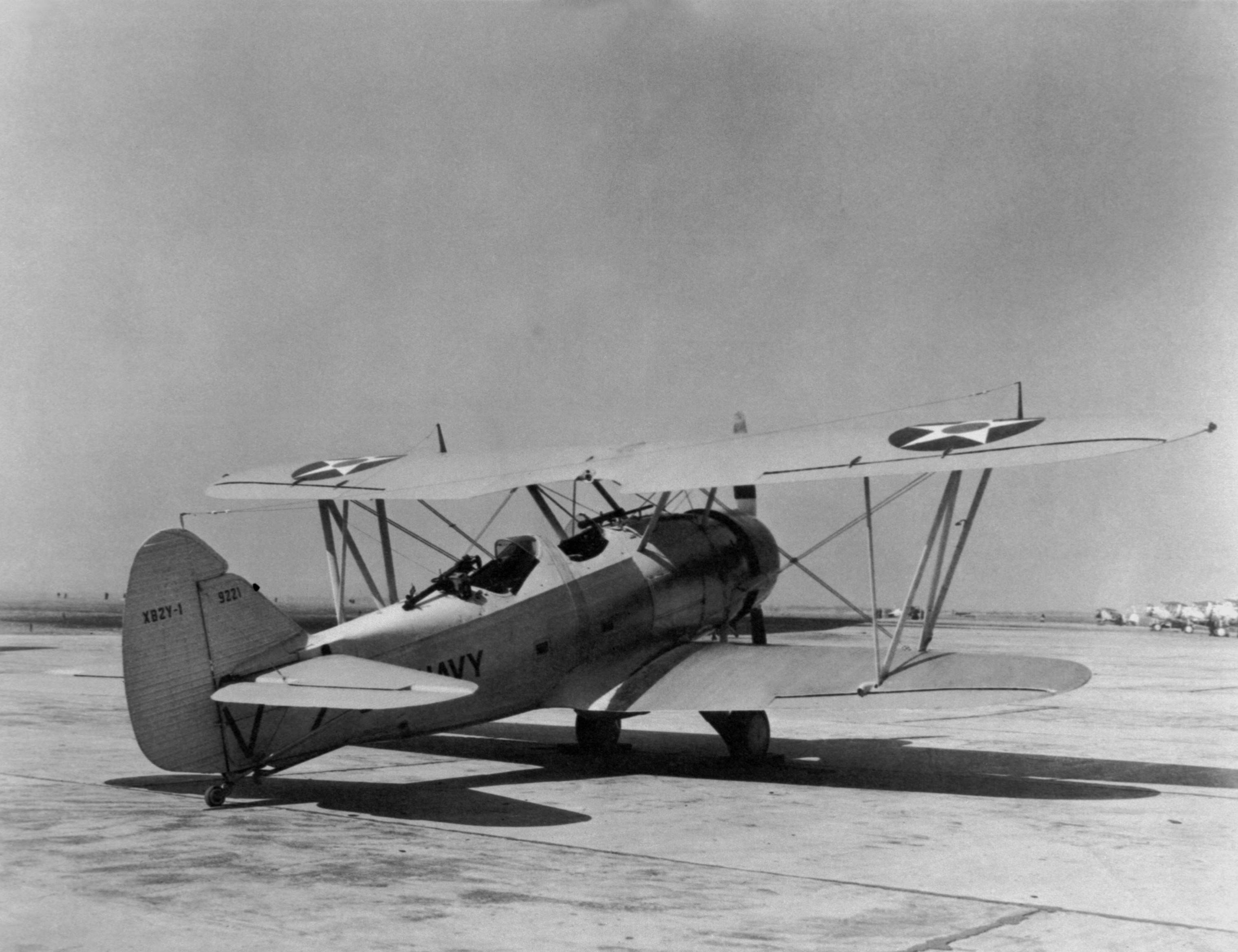

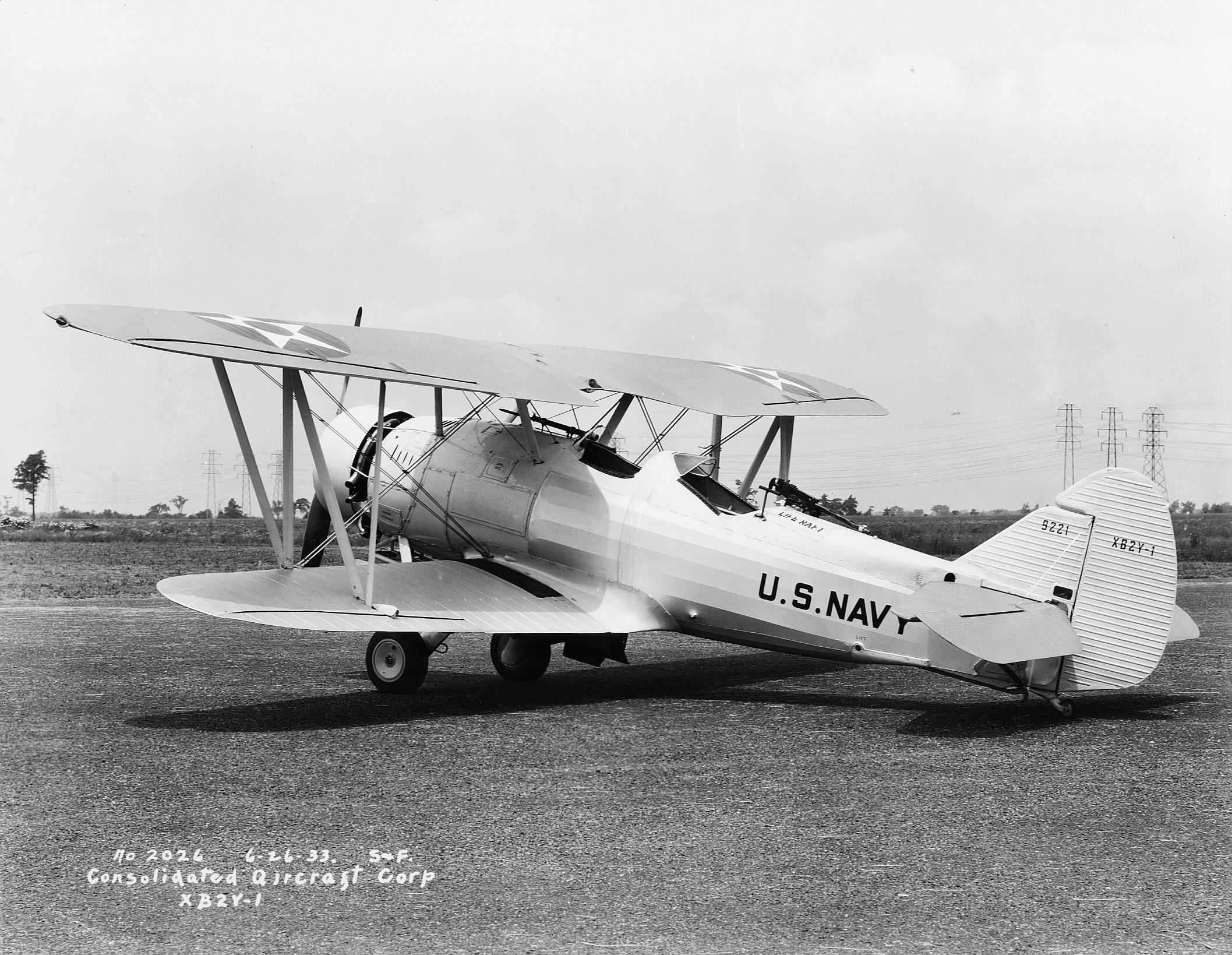

Die Consolidated B2Y (Werksbezeichnung Model 24) war ein trägergestütztes Sturzkampfflugzeug des US-amerikanischen Herstellers Consolidated Aircraft Corporation aus den 1930er Jahren.

## Geschichte
Nach dem fehlgeschlagenen Versuch mit der BY nahm Consolidated 1932 erneut an einer Ausschreibung der United States Navy für ein Sturzkampfflugzeug teil. Hierbei wurden Consolidated und Great Lakes Aircraft Corp. am 22. Juni 1932 eingeladen, jeweils einen Prototyp nach den Vorgaben eines vom Bureau of Aeronautics (BuAe) der Navy ausgearbeiteten Entwurfs (BuAer Design 110) zu bauen. Die BuAe-Konstruktion war ein Doppeldecker, der eine 1000-lb-Bombe tragen konnte und als Antrieb den neuen Doppelsternmotor R-1535 von Pratt & Whitney vorsah. Um den hohen Kräften beim Abfangen aus dem Sturzflug standhalten zu können, musste die Zellenstruktur für Beschleunigungen von 9 g ausgelegt werden.
Great Lakes lieferte seine XBG-1 im Juni 1933 an die US Navy, die XB2Y-1 von Consolidated folgte im September 1933. Beide Entwürfe hatten ein offenes Cockpit und unterschieden sich in der konstruktiven Auslegung nur wenig. Lediglich in kleinen Details, wie der Triebwerksverkleidung, der Form des Seitenruders und dem festen Fahrwerk waren Unterschiede erkennbar. Als Neuerung zeigte die XB2Y-1 jedoch eine vor den Fahrwerksbeinen angebrachte tragflächenförmige Schwenkvorrichtung für den Abwurf, der unter dem Rumpf transportierten Bombe. Die bis zum November 1933 dauernde Erprobung der Navy wies jedoch die XBG-1 als den besseren Entwurf aus und sie wurde zum Gewinner des Vergleichsfliegens erklärt.
Die einzige XB2Y-1 wurde danach in eine Konfiguration als Aufklärer (Scout) umgebaut, wobei die Bombenschwenkvorrichtung und der Außentank unter dem Rumpf entfernt wurden. Auch die Motorverkleidung wurde verändert. Die Umbauten ermöglichten im März 1934 eine Gipfelhöhe von 7130 m, die über der Naval Air Station Hampton Roads erreicht werden konnte. 

## Technische Daten
| Kenngröße             | Daten                                                                                           |
| --------------------- | ----------------------------------------------------------------------------------------------- |
| Besatzung             | 2                                                                                               |
| Länge                 | 8,25 m                                                                                          |
| Spannweite            | 10,99 m                                                                                         |
| Flügelfläche          | 33,6 m²                                                                                         |
| Leermasse             | 1606 kg                                                                                         |
| Startmasse            | 2729 kg                                                                                         |
| Höchstgeschwindigkeit | 291 km/h in 2700 m Höhe                                                                         |
| Dienstgipfelhöhe      | 6400 m                                                                                          |
| Reichweite            | 780 km                                                                                          |
| Triebwerke            | ein Pratt & Whitney R-1535-64 mit 700 PS (515 kW) mit Zweiblatt-Hamilton Standard-Festpropeller |